# Endomia dilataticornis
Endomia dilataticornis es una especie de coleóptero de la familia Anthicidae.

## Distribución geográfica
Habita en Zambeze (Zambia).